# Campeonato mundial de hockey sobre patines femenino de 2017
El XIV Campeonato mundial de hockey sobre patines femenino se celebró en Nankín, Provincia de Jiangsu, China, entre el 27 de agosto y el 1 de septiembre de 2017, dentro de la primera edición de los Juegos Mundiales de Patinaje.

## Clasificación final
| Pos.              | Selección      |
| ----------------- | -------------- |
| Medalla de oro    | España         |
| Medalla de plata  | Argentina      |
| Medalla de bronce | Alemania       |
| 4                 | Chile          |
| 5                 | Francia        |
| 6                 | Italia         |
| 7                 | Portugal       |
| 8                 | Estados Unidos |
| 9                 | Inglaterra     |
| 10                | India          |
| 11                | Taiwán         |

- Datos: Q32831220